# Pinus jeffreyi
El pino de Jeffrey, pino amarillo o pino negro (Pinus jeffreyi) es un pino norteamericano encontrado principalmente en California, también en la parte Oeste de Nevada, Suroeste de Oregón, y Norte de Baja California relacionado con el pino ponderosa. Recibe este nombre en honor del botánico que lo documentó John Jeffrey.

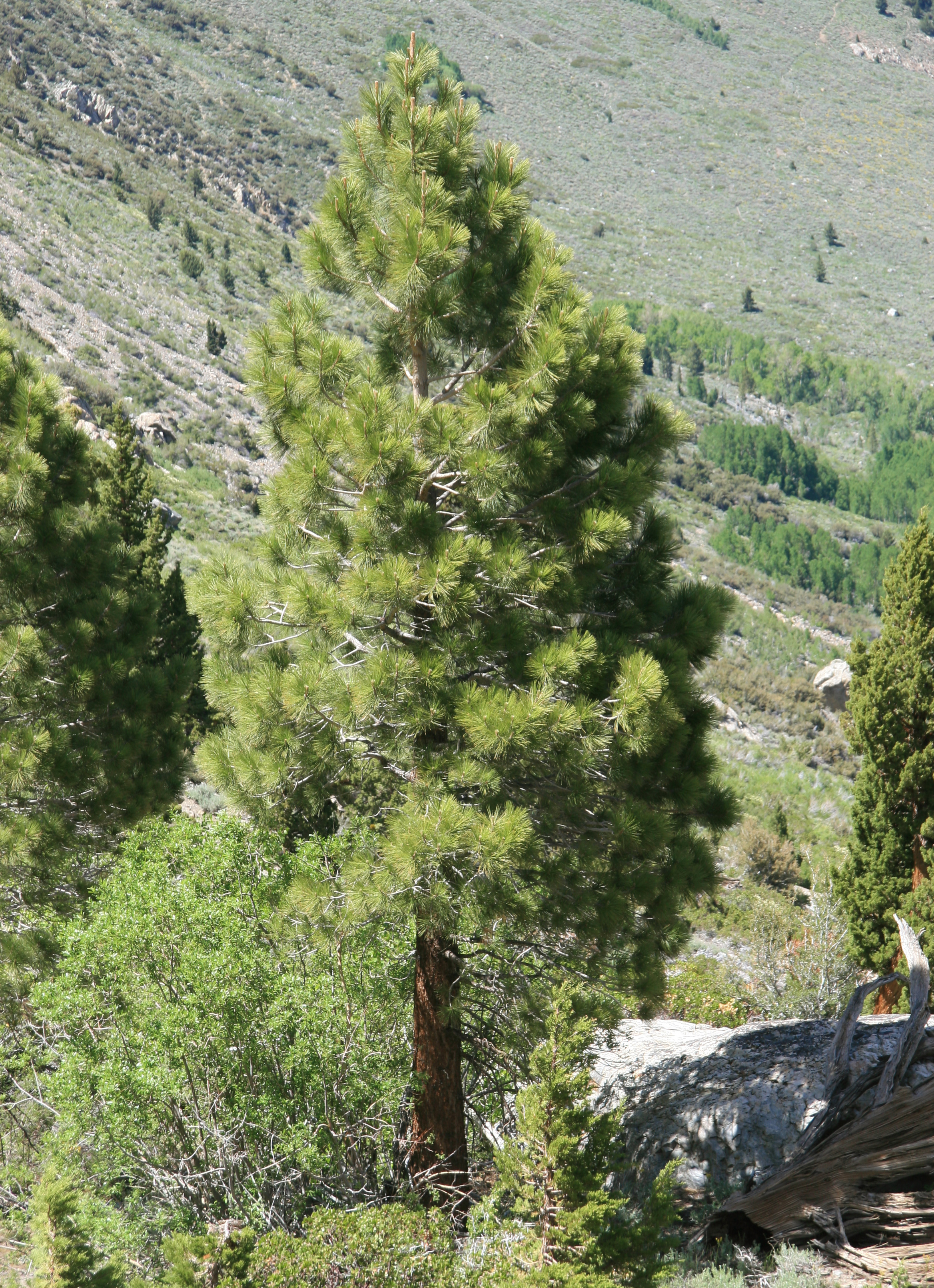
Vista de un árbol joven

## Distribución y hábitat
Su distribución va desde el suroeste de Oregón hacia el sur, a través de gran parte de California (principalmente en la Sierra Nevada), hasta el norte de Baja California en México. Es una especie de gran altitud; en la parte septentrional de su área de distribución, crece ampliamente a una altitud entre 1.500 y 2.100 m s. n. m., y de 1.800 a 2.900 m s. n. m. en la parte  meridional de su área de distribución.

## Descripción
El pino de Jeffrey es un árbol alto, que alcanza hasta los 25-40 metros, si bien en ocasiones puede llegar a los 53 m, pero es más bajo cuando crece en la línea de árboles o cerca de ella. Las acículas crecen en racimos de tres, son rígidas y tienen un color verdigris, de 12 a 23 cm de largo. Los estróbilos o conos tienen una longitud de 12 a 24 cm, son de color púrpura oscuro cuando están verdes y al madurar toman un color pardo claro, con placa escuamiforme delgada y una púa corta doblada hacia abajo.
Se distingue del pino poderosa por las acículas, que son glaucas, de un verde menos brillante que el del pino ponderosa, y los conos son más rígidos y pesados, con semillas más grandes y las púas que apuntan hacia dentro. El pino de Jeffrey también es muy diferente del pino ponderosa debido a su aroma de resina, descrito de manera diversa, como algo que recuerda a la vainilla, el limón, la piña, la violeta o la manzana; en comparación con el olor a trementina del pino ponderosa, que puede no tener siquiera olor. Esto puede comprobarse rompiendo una ramita o algunas acículas, o probando el aroma de la resina entre las placas del tronco. Esta diferencia en el aroma se relaciona con la composición, muy inusual, de la resina, con el componente volátil formado casi por entero de puro heptano. Un pino de Jeffrey totalmente crecido se distingue bien del pino ponderosa por las planchas más pequeñas de su corteza, en comparación con las del ponderosa, muy grandes y de color más rojizo.
El pino de Jeffrey tolera el suelo serpentino y a menudo es predominante en estas condiciones, incluso a altitudes bastante bajas. En otros suelos, sólo se convierte en dominante a mayor altura, donde no puede prosperar el pino ponderosa, que es de crecimiento más rápido.

## Usos

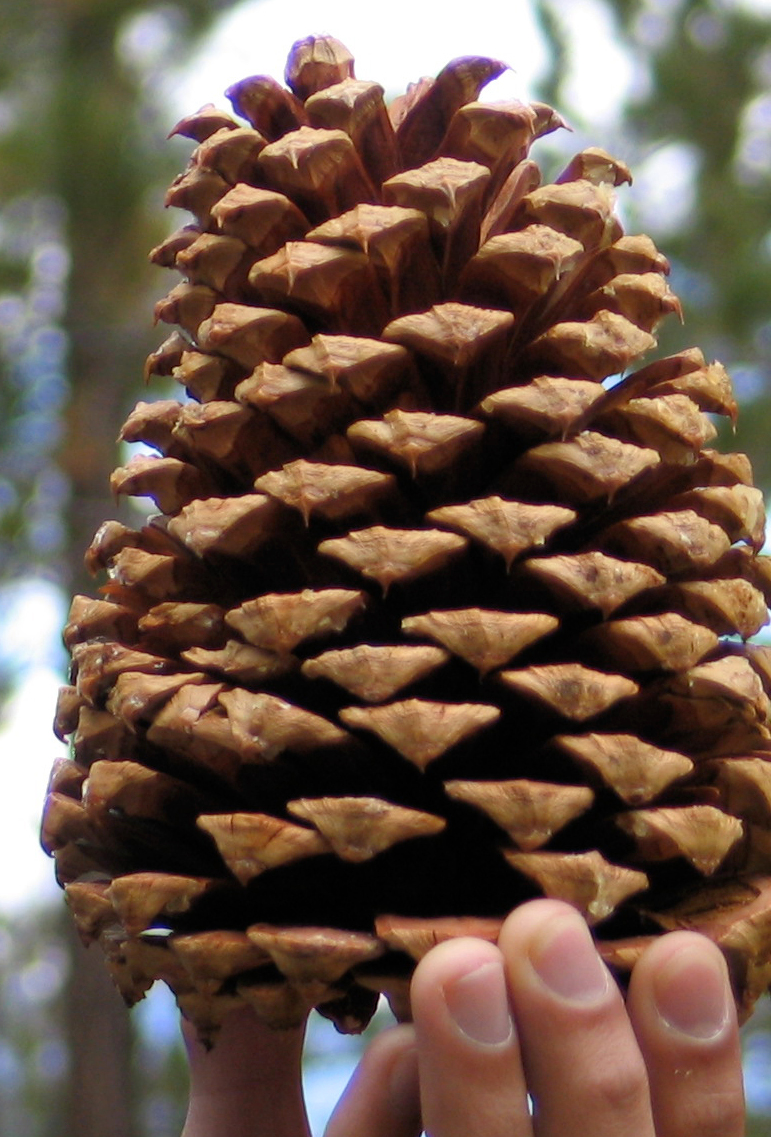
Pina de pino de Jeffrey.

La madera del pino de Jeffrey es parecida a la del pino ponderosa, y se usa con el mismo propósito. La excepcional pureza de heptano que se destila de la resina del pino de Jeffrey hace que el heptano sea seleccionado como el punto cero de la escala de octanos de la gasolina.
Un n-heptano es explosivo cuando se le prende fuego, de manera que la resina del pino de Jeffrey no puede usarse para hacer trementina. Antes de que el pino de Jeffrey se distinguiera del pino ponderosa como una especie diferenciada en el año 1853, los destiladores de resina que trabajaban en su área de distribución sufrieron una serie de "inexplicables" explosiones cuando destilaban, que hoy se sabe que fueron causadas por usar la resina del pino de Jeffrey sin darse cuenta.

## Taxonomía
Pinus jeffreyi fue descrita por John Hutton Balfour  y publicado en Bot. Exped. Oregon 2. cum tab.; et ex A. Murr. in Edinb. N. Phil. Journ. xi.(1860) 224.
Etimología
Pinus: nombre genérico dado en latín al pino.
jeffreyi: epíteto otorgado en honor del botánico escocés John Jeffrey.
Sinonimia
- Pinus deflexa Torr.
- Pinus jeffreyana Loudon
- Pinus malletii Mottet
- Pinus peninsularis (Lemmon) Lemmon
- Pinus ponderosa subsp. jeffreyi (A.Murray bis) A.E.Murray
- Pinus ponderosa var. jeffreyi (A.Murray bis) Vasey
- Pinus ponderosa subsp. jeffreyi (Balf.) Engelm.
- Pinus ponderosa var. malletii (Mottet) Beissn.[6][7]

## Galería

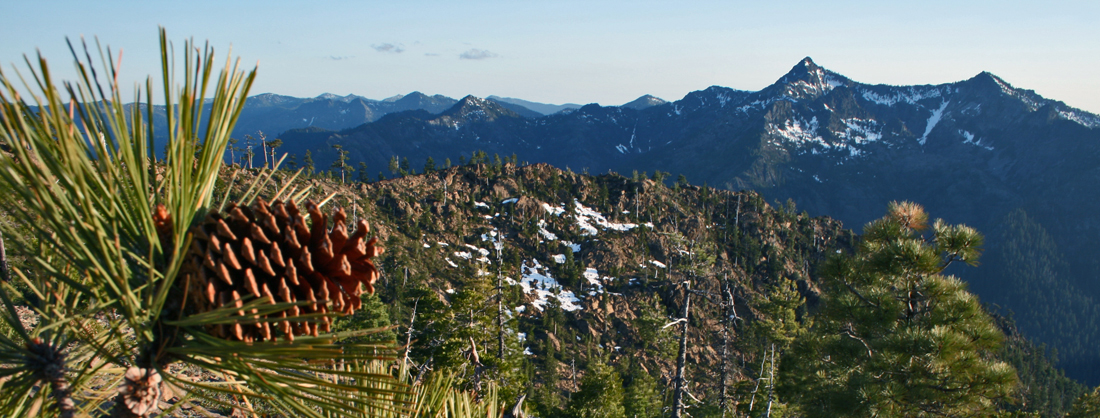
Pino de Jeffrey en los montes Siskiyou del noroeste de California, creciendo en un serpentina.
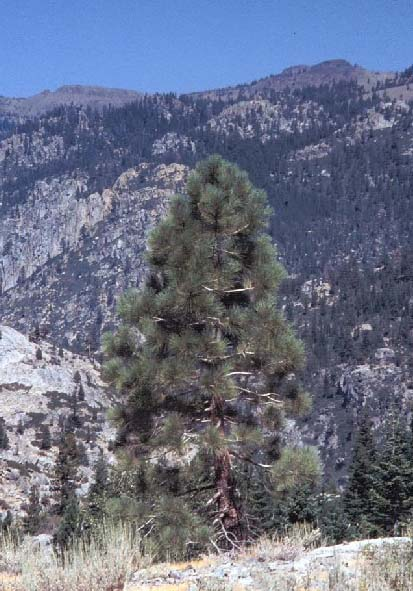
Joven pino de Jeffrey en Stanislaus National Forest, California.